# DEN 0255-4700
DEN 0255-4700 — очень тусклый коричневый карлик в созвездии Эридана.

## Характеристики
Звезда находится на расстоянии 16 световых лет от Солнца, но, несмотря на близость, не видна невооружённым глазом, её визуальная звёздная величина составляет 22,92m. DEN 0255-4700 находился на 49-м месте в списке ближайших к Солнцу звёзд при параллаксе 201,37±3,89 от 2012 года. Новое значение параллакса — 205,83±0,53 mas (2016). Является коричневым карликом спектрального класса L8. Температура поверхности — 1 700 K. Масса DEN 0255-4700 составляет лишь 7 % от солнечной.
Объект был открыт в рамках проекта RECONS по изучению звёзд, находящихся недалеко от Солнечной системы в 2006 году.